# Karavelovo (distrikt i Bulgarien, Sjumen)
Karavelovo (bulgariska: Каравелово) är ett distrikt i Bulgarien.   Det ligger i kommunen Obsjtina Nikola-Kozlevo och regionen Sjumen, i den nordöstra delen av landet, 300 km öster om huvudstaden Sofia.
Trakten runt Karavelovo består till största delen av jordbruksmark. Runt Karavelovo är det ganska glesbefolkat, med 34 invånare per kvadratkilometer.